# Můj život v ruinách
Můj život v ruinách (orig. My Life in Ruins) je americká filmová romantická komedie z roku 2009 režiséra Donalda Petrieho v hlavních rolích s Niou Vardalos, Richardem Dreyfussem, Alexisem Georgoulisem a Harlandem Williamsem. Film pojednává a řecko-americké průvodkyni Georgii Ianakopolis, která prožívá životní pád a právě provádí skupinu turistů, kteří zažívají různé komické situace, po Řecku.

## Obsazení
| Nia Vardalos      | Georgia Ianakopolis     |
| Richard Dreyfuss  | Irv Gideon              |
| Alexis Georgoulis | Prokopi Kakas           |
| Harland Williams  | Big Al Sawchuck         |
| Rachel Dratch     | Kim Sawchucková         |
| Caroline Goodall  | Dr. Elizabeth Tullenová |
| Ian Ogilvy        | Stewart Tullen          |
| Alistair McGowan  | Nico                    |
| Jareb Dauplaise   | Gator                   |
| María Botto       | Lala                    |
| María Adánez      | Lena                    |
| Nacho Perez       | Doudi Kakas             |
| Sophie Stuckey    | Caitlin Tullenová       |
| Brian Palermo     | Mark Mallard            |

## Ohlas
Můj život v ruinách sklidil negativní reakce kritiky. Server Rotten Tomatoes dává filmu na základě 117 hodnocení kritiků skóre 9%. Server Metacritic hodnotí film 34 body ze 100 na základě 25 recenzí.
Během úvodního víkendu ve Spojených státech snímek utržil přes 3,2 milionů USD a stal se tak devátým nejúspěšnějším filmem víkendu. Celkově ve Spojených státech Rok jedna utržil více než 8,6 milionů USD a v zahraničí téměř 12 milionů USD.